# Zé Turbo
Júnior José Correia (Bissau, 22 de outubro de 1996), conhecido também como Zé Turbo, é um futebolista guineense que atua como ponta. Atualmente defende o Pari Nizhny Novgorod e a Seleção Guineense.

## Carreira em clubes
Formado na base do Real Massamá, Zé Turbo se mudou para o Sporting CP em 2014. Após marcar 2 gols sobre o Maribor pela Liga Jovem da UEFA, assinou um contrato válido por 5 anos e com uma cláusula de 45 milhões de euros, depois de ser alvo de propostas de clubes ingleses e italianos, além de Benfica e Porto, os maiores rivais dos Leões.
Em fevereiro de 2015, assinou com a Internazionale, e após bons desempenhos na equipe Primavera, foi relacionado pela primeira vez para uma partida do time principal contra o Empoli, não saindo do banco de reservas na vitória por 4 a 3. Na temporada 2015–16, realizou alguns amistosos de pré-temporada e foi relacionado para os jogos contra Chievo, Verona e Sassuolo, mas não foi utilizado nenhuma vez. Enquanto permanecia vinculado aos Nerazzurri, Zé Turbo foi emprestado para Tondela (onde faria seu primeiro jogo como profissional, no empate por 1 a 1 com o Desportivo de Chaves), Marbella, Catania e Olhanense. Pelo clube algarvio, marcou seu primeiro gol na vitória por 2 a 1 sobre o Olímpico do Montijo, pelo Campeonato de Portugal.
Em julho de 2018, assinou sem custos com o Newell's Old Boys, tornando-se o primeiro jogador de Guiné-Bissau a defender um clube da Argentina. Sua única partida com a camisa dos Leprosos foi em novembro do mesmo ano, na derrota por 1 a 0 para o Aldosivi, entrando como substituto de Luís Leal. Em 2019, foi para o Nacional do Paraguai, onde atuou em 3 jogos antes de voltar ao futebol europeu, desta vez para defender o Schaffhausen. Foram 18 jogos e 2 gols marcados antes de se mudar para o Grasshopper, em fevereiro de 2020. Pelos Gafanhotos, Zé Turbo disputou 13 partidas e balançou as redes adversárias uma vez.
Sua passagem de maior destaque foi no Nantong Zhiyun (China), onde atuou por 3 temporadas (65 jogos e 34 gols). Teve ainda uma curta passagem pelo Al-Markhiya (Catar) antes de ser contratado pelo Pari Nizhny Novgorod em agosto de 2023.

## Seleção
A estreia de Zé Turbo pela Seleção Guineense foi em junho de 2023, entrando como substituto de Mama Baldé na vitória por 5 a 0 sobre o São Tomé e Príncipe, em partida válida pelas eliminatórias da Copa das Nações Africanas. 
Participou dos 3 jogos dos Djurtus na competição, sempre entrando como substituto. Marcou seu primeiro gol pela seleção na derrota por 4 a 2 para a Guiné Equatorial.[carece de fontes?]

## Vida pessoal
Dois dias após fazer sua estreia como jogador profissional, em agosto de 2016, Zé Turbo (apelido que recebeu devido à sua velocidade) se envolveu num acidente automobilístico na cidade de Santa Comba Dão, na região central de Portugal, tendo sofrido ferimentos leves no braço.
Ele ainda chegou a pensar em se aposentar dos gramados depois que sua mãe faleceu, porém mudou de ideia e continuou atuando como forma de homenageá-la.

## Títulos
Grasshopper
- Challenge League: 2020–21[nota 1]